# ТВ Шабац
Радио-телевизија Шабац је била регионална телевизија са седиштем у Шапцу. Обухватала је регионе Мачве, Поцерине и Подриња. Телевизија је 2015. године приватизована за 594.669 евра, а нови власник постаје Александар Живановић. У склопу телевизије је био и Радио Шабац. Телевизији је, због дугова, 2022. године одузета фреквенција, што је значило аутоматски гашење телевизије.

## Вести и актуелности
- Јутрење (јутарњи програм);
- Вести (дневник);
- Шабачка Хроника (вести које су обележили Шабац);
- Пут хране (пољопривредна емисија);
- Полигон (политичка емисија);
- Кроз прозор маште (дечја емисија);
- Бубамаром по селу (спортска емисија);
- Медикус (медицинска емисија)